# بلوط أحمر
السِّنديان الأحمر أو البلوط الأحمر (باللاتينية: Quercus rubra) (بالإنجليزية: Red Oak)‏ (بالفرنسية: Chêne rouge)‏ نوع نباتي شجري من جنس السنديان من الفصيلة البلوطية.

## الموئل والانتشار
ينتشر هذا النوع في الربع الشمالي الشرقي من الولايات المتحدة وجنوب شرق كندا.

## الوصف النباتي
البلوط الأحمر شجرة معمرة نفضية يصل ارتفاعها إلى 28 مترًا. تتحول الأوراق إلى الأحمر ثم إلى اللون البني الذهبي في الخريف عند تساقطها.